# Шаховська Євгенія Михайлівна
Євгенія Михайлівна Шаховська, уроджена Андрєєва (1889–1920) — одна з перших російських авіаторок, військова льотчиця, княгиня. Дружина цивільного інженера князя Шаховського, прихильниця Григорія Распутіна.

## Життєпис
Народилася в 1889 році в Санкт-Петербурзі в родині багатого купця Михайла Петровича Андрєєва.
Отримала гарне великосвітське виховання, а потім і пристойну освіту.
16 серпня 1911 року стала льотчицею, здавши іспит з матеріальної частини аероплана і техніки пілотування, отримавши диплом льотчика в Йоганністалі (Німеччина). Працювала інструктором у Німеччині, на аеродромі Йоганністаль.
В результаті авіаційної катастрофи 11 квітня 1913 року з її вини загинув відомий льотчик Всеволод Абрамович, в результаті чого Шаховська вирішила завершити кар'єру авіатора.
Але з весни 1914 року вона знову літала, і з початком Першої світової війни подала прохання Миколі II про відправлення її на фронт як військової льотчиці. Цар задовольнив її прохання, і в листопаді 1914 року Шаховська опинилася в 1-му армійському авіазагоні в чині прапорщика. Служила в Ковенському авіаційному загоні. Втім, кар'єра військової льотчиці тривала недовго. Вже наприкінці грудня 1914 року вона була відрахована з Ковенського авіазагону
Пізніше виникло обвинувачення (як тоді вважали, сфабрикована) у шпигунстві на користь Німеччини. Шаховську заарештували і засудили до смертної кари. Однак Микола Другий замінив її довічним ув'язненням у одному з монастирів. Княгиню звільнила Лютнева революція. Після звільнення працювала в Гатчинському музеї, але була відрахована з посади за розтрату.
Під час громадянської війни пішла на службу до більшовиків і у 1919—1920 роках служила слідчою Київської губернської надзвичайної комісії (ГубЧК). В цей період вона змогла помститися тим, хто вів проти неї справу про шпигунство. Відрізнялася жорстокістю під час допитів і страт заарештованих. Загинула восени 1920 року в п'яній перестрілці з іншими чекістами.

## Фотографії

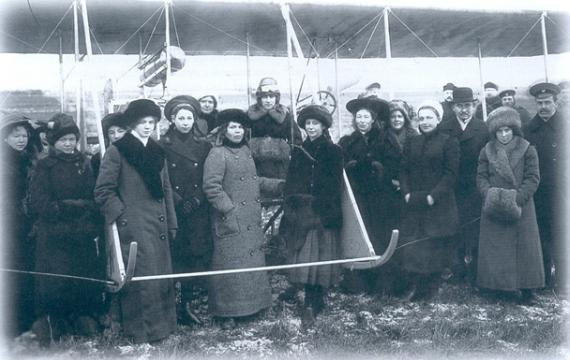
На аеродромі в Санкт-Петербурзі, 1912 рік
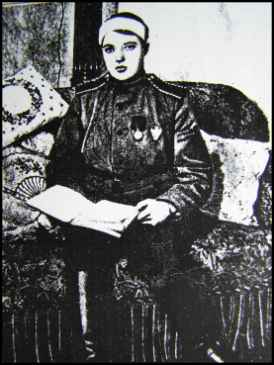
Під час Першої світової війни
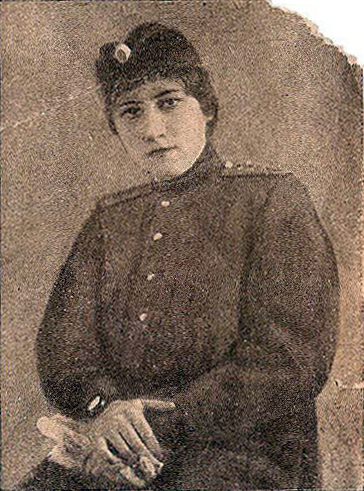
У діючій армії
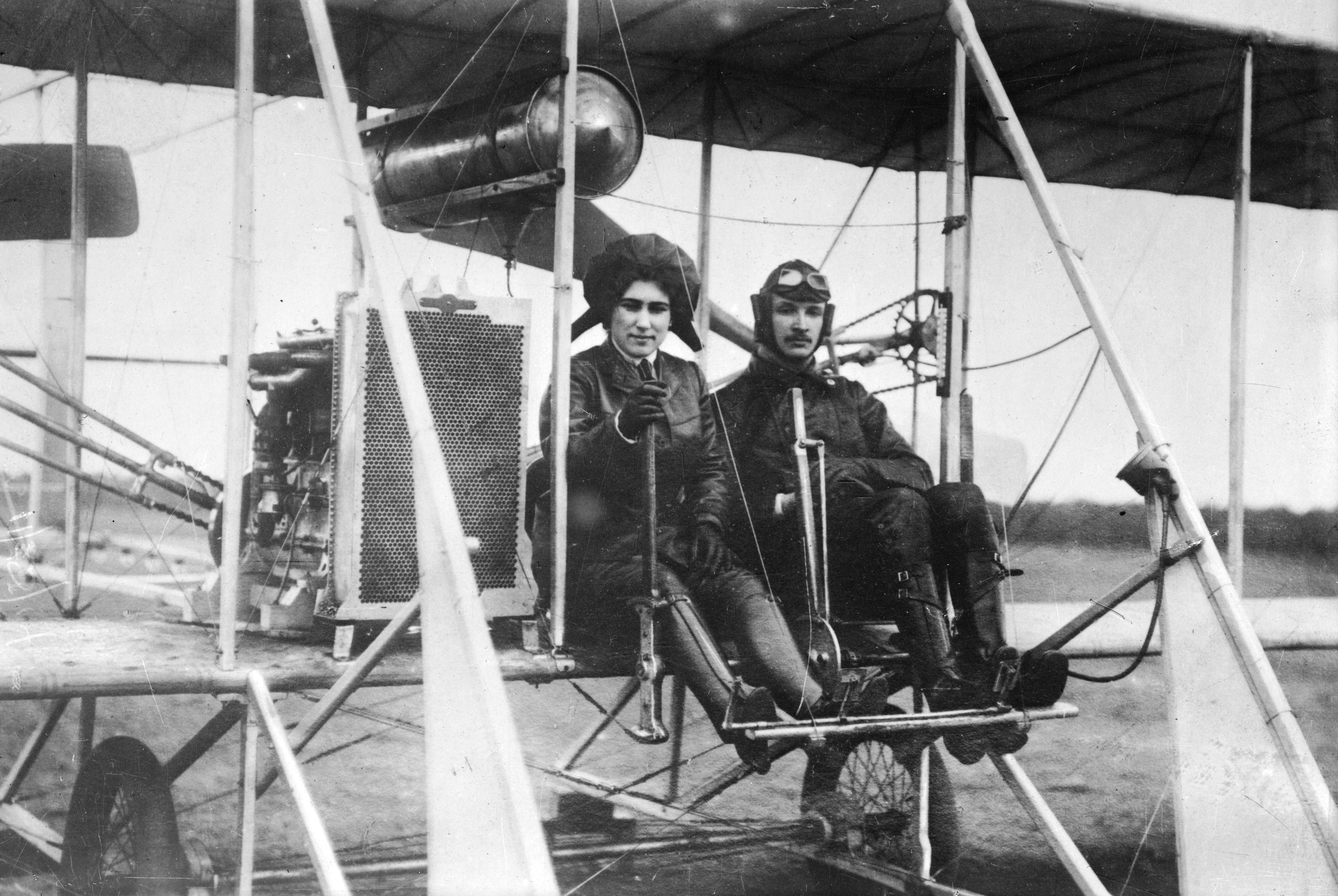
Шаховська та Абрамович